# Jay Penske
Jay Penske (Nova Iorque, 5 de maio de 1979) é um empresário estadunidense que atua como presidente e diretor-executivo da Penske Media Corporation, uma empresa de mídia digital e publicação que ele fundou em 2004. Ele também é o proprietário e chefe da equipe de Fórmula E DS Penske.
Jay é o filho mais novo de Kathy, uma professora de inglês e de Roger Penske, um empresário e ex-piloto de corrida que foi o fundador da empresa de serviços de transporte Penske Corporation e da Team Penske.

## Biografia
Jay Penske foi cofundador da Firefly Mobile, Inc., uma empresa sem fio que desenvolveu o telefone celular Firefly para crianças e outros produtos móveis direcionados a jovens. O telefone Firefly ganhou o Prêmio de Inovação CES de 2006, apresentado pela Consumer Electronics Association (CEA) e o International Consumer Electronics Show (CES) de 2006. Penske também é dona da Dragon Books, Ltd., uma livraria voltada ao comércio de livros usados com sede em Los Angeles que vende livros raros e colecionáveis, inaugurada em 1999.
Ele é presidente e diretor-executivo da Penske Media Corporation (PMC), uma empresa de mídia digital e publicação que possui e opera uma série de marcas de mídia, serviços de dados e eventos ao vivo, incluindo Rolling Stone, Variety, Billboard e o festival South by Southwest (SXSW). Antes de ser chamada de Penske Media Corporation, ela começou como uma empresa de marketing de afinidade e serviços de internet chamada Velocity Services, Inc. A empresa adquiriu o domínio Mail.com, que foi renomeado para Mail.com Media Corporation (MMC). A Penske se juntou ao conselho da Vox Media em 2023 depois que a PMC se tornou a maior acionista da empresa.
Em 2007, Penske fundou uma equipe de automobilismo, a Luczo Dragon Racing (atual DS Penske), para participar das corridas da IndyCar Series, em conjunto com Steve Luczo, o presidente da Seagate Technology. Em outubro de 2013, a Penske Autosport assinou um acordo com a Formula E Holdings para a Dragon Racing ser a quarta equipe a entrar no novo Campeonato de Fórmula E da FIA. A equipe foi vice-campeã na temporada inaugural da Fórmula E com os pilotos Jérôme d'Ambrosio (que ficou em quarto lugar) e Loïc Duval. A equipe venceu as primeiras corridas de Fórmula E nos seguintes países: Alemanha, no ePrix de Berlim de 2015; México, no ePrix da Cidade do México de 2016 e Índia, no ePrix de Haiderabade de 2023.